# Little Misfortune
Little Misfortune é um jogo de videogame de 2019, dos gêneros fantasia sombria e aventura, desenvolvido e publicado pelo estúdio independente sueco Killmonday games. Situado no mesmo universo de Fran Bow (2015), o jogo gira em torno da personagem titular, Misfortune, que, guiada por uma voz em sua cabeça, busca o prêmio da felicidade eterna para sua mãe.

## Jogabilidade
Situado em uma perspectiva 2,5D, o jogador pode apenas se mover para frente ou para trás. Em certos pontos do jogo, o jogador precisa fazer escolhas para a Misfortune, as quais podem desencadear cutscenes especiais. O jogo também solicitará que o jogador guie a mão de Misfortune para executar certas ações ou jogar minijogos, como por exemplo consertar um vaso quebrado.

## Enredo
Situado em 1993, Misfortune Ramirez Hernandez, de 8 anos, vive sozinha com os pais nos arredores da cidade fictícia de Openfields, na Suécia. O narrador anuncia que hoje é o dia em que Misfortune morrerá, mas fica surpreso quando Misfortune diz que ela pode ouvi-lo. A voz convida Misfortune a jogar um jogo em que ela fará escolhas, e que "não há certo ou errado, apenas consequências". Quando vencer o jogo, ela será recompensada com o prêmio da felicidade eterna. Misfortune aceita, e a voz diz a ela que sua primeira missão é sair da casa. Seguindo seus comandos, Misfortune é guiada pelas ruas de Openfields, encontrando uma raposa antropomórfica várias vezes, sobre a qual o narrador a adverte, e que foge quando o Misfortune se aproxima demais. Perseguindo a raposa, Misfortune descobre um livro que explica o narrador como um ser de outra dimensão chamado "Morgo". A raposa é evidentemente um "protetor" que se esforça para proteger as crianças de Morgo, mas é proibido de interagir diretamente com elas. Escapando de Morgo, Misfortune se encontra em seu quintal, vendo seu próprio cadáver, atropelado por um carro. A raposa a leva através de um portal onde ela encontra a morte, que diz que eles a estavam esperando.

## Desenvolvimento
Ao final de 2015, a Killmonday havia completado seu primeiro jogo, Fran Bow. Ele recebera sinal verde e seria lançado na plataforma Steam. O jogo levou muito mais tempo do que o previsto e a Killmonday Games estava sem dinheiro. As vendas do jogo eram cruciais para que eles pudessem continuar desenvolvendo. Após o sucesso de Fran Bow, a Killmonday começou a trabalhar no seu, então, "jogo secreto", que mais tarde se tornaria Little Misfortune.
No dia 13 de julho de 2018, a Killmonday anunciou o título de seu novo jogo. Nos meses seguintes foram disponibilizadas atualizações sobre o andamento do jogo em seu canal no YouTube. Na época do lançamento, 26 atualizações semanais haviam sido feitas. Em 2 de setembro, a Killmonday anunciou que o jogo seria lançado em pouco menos de três semanas, no dia 18 de setembro de 2019. No dia anterior ao lançamento foi anunciado que as pessoas que possuíssem Fran Bow teriam direito a um desconto de 10% em Little Misfortune.

## Recepção
| Críticas profissionais | Críticas profissionais |
| Pontuações agregadas   | Pontuações agregadas   |
| Fonte                  | Avaliação              |
| ---------------------- | ---------------------- |
| Metacritic             | PC: 57/100             |
| Avaliações da crítica  |                        |
| Fonte                  | Avaliação              |

Little Misfortune recebeu críticas mistas dos críticos, que elogiaram o estilo de arte e os aspectos temáticos do jogo, mas criticaram sua falta de jogabilidade, o manuseio incorreto de certos temas, como a ingenuidade das crianças, e sua duração relativamente curta. No portal Metacritic, o jogo tem uma pontuação de 57 em 100, indicando "críticas mistas ou médias".